# Gyranthera caribensis
Gyranthera caribensis là một loài thực vật có hoa trong họ Cẩm quỳ. Loài này được Pittier mô tả khoa học đầu tiên năm 1921.